# Institut indonésien des arts de Yogyakarta

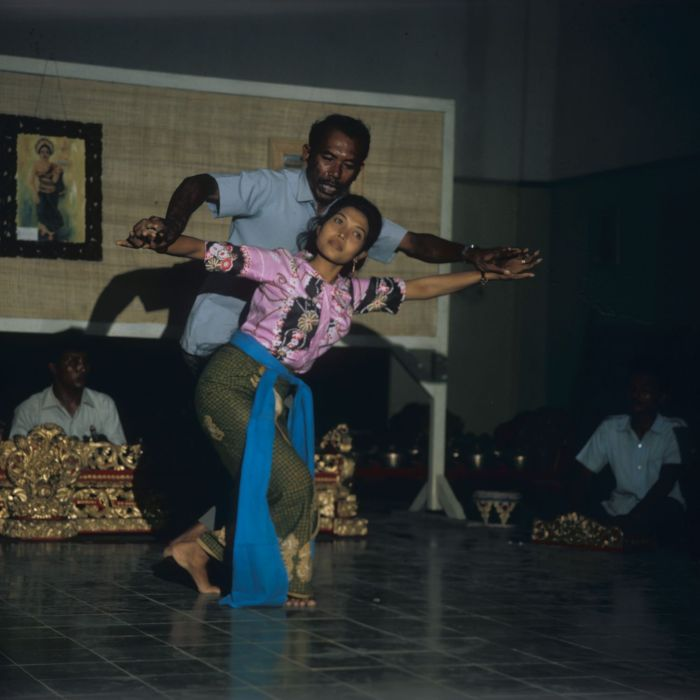
Cours de danse à l'Institut indonésien des arts de Yogyakarta en 1971

Pour les articles homonymes, voir ISI.
L'Institut indonésien des arts de Yogyakarta, en indonésien Institut Seni Indonesia Yogyakarta ou ISI Yogyakarta, est un établissement d'enseignement supérieur gouvernemental indonésien situé à Yogyakarta dans le centre de Java. On y enseigne les arts plastiques, du spectacle et des médias aussi bien dans le domaine traditionnel indonésien que moderne et international.

## Histoire
L'institut a été fondé en 1984 pour remplacer trois établissements : l'ASRI (Académie indonésienne des arts plastiques, fondée en 1950), l'AMI (Académie indonésienne de musique, fondée en 1952) et l'ASTI (Académie indonésienne de danse, fondée en 1961). C'est aujourd'hui la plus importante institution d'enseignement des arts d'Indonésie.

## Programmes
L'ISI Yogyakarta a actuellement 3 facultés et 11 départements qui mènent à une licence en arts. Ils offriront bientôt un mastère en collaboration avec l'Institut royal de technologie de Melbourne australien.
- Faculté des arts plastiques :
  - Département des Beaux-arts : peinture et dessin, sculpture, estampe
  - Département de l'Artisanat : wooden, metal, batik tenue textile, ceramic, et leather crafts
  - Département de la conception : décoration intérieure, visual communication design, et design de produits
- Faculté des arts de la scène :
  - Département de la Danse : danse et chorégraphie, danse moderne et traditionnelle
  - Département de musique de gamelan : Java, Sunda, Bali music performance and composition
  - Département d'Ethnomusicologie : musiques de l'archipel indonésien, Asian tribal and classical music traditions
  - Département of Puppetry, offers courses in the artistry of Javanese shadow puppet play
  - Department of Music, offers courses in Western music performance, Western-based school music, musicology and composition
  - Department of Theatre, offers courses in acting, directing, visual stage-setting, modern and traditional
- Faculté des arts médiatiques :
  - Département de la Photographie, offers courses in photographic art
  - Département de la Télévision, offers courses in television programming